# Anthurium superbum
Anthurium superbum är en kallaväxtart som beskrevs av Michael T. Madison. Anthurium superbum ingår i släktet Anthurium och familjen kallaväxter.

## Underarter
Arten delas in i följande underarter:
- A. s. brentberlinii
- A. s. superbum